# Urophora affinis
Urophora affinis är en tvåvingeart som först beskrevs av Georg von Frauenfeld 1857.  Urophora affinis ingår i släktet Urophora och familjen borrflugor. Inga underarter finns listade i Catalogue of Life.